# Nadav Lapid
Nadav Lapid (in ebraico נדב לפיד‎?; Tel Aviv, 8 aprile 1975) è un regista e sceneggiatore israeliano.
Nel 2019 ha vinto l'Orso d'oro al Festival di Berlino per il film Synonymes.

## Biografia
Suo padre è lo scrittore e sceneggiatore Haim Lapid, mentre sua madre era la montatrice Era Lapid: entrambi hanno lavorato più volte ai suoi film. Dopo aver terminato la leva obbligatoria nell'IDF, vive dal 1999 al 2001 a Parigi.
Vince col proprio lungometraggio d'esordio Hašoṭer (2011) il premio speciale della giuria del Festival di Locarno. Nel 2014 il successivo Haganenet viene presentato alla Settimana internazionale della critica del Festival di Cannes, sezione di cui Lapid farà parte della giuria due anni più tardi: A. O. Scott del New York Times lo definisce «un film sicuro di sé, notevolmente potente». Nel 2018 ne è stato realizzato un remake americano, Lontano da qui, con protagonista Maggie Gyllenhaal.
Nel 2019 vince l'Orso d'oro al Festival del cinema di Berlino col film Synonymes, ispirato al suo periodo parigino. Nel 2021 ha vinto il Premio della giuria a Cannes per Haberekh.

### Vita privata
Ateo, ha votato Hadash alle elezioni parlamentari israeliane del 2015.

## Filmografia

### Regista e sceneggiatore

#### Lungometraggi
- Hašoṭer (2011)
- Haganenet (2014)
- Synonymes (2019)
- Haberekh (2021)

### Produttore esecutivo
- Lontano da qui (The Kindergarten Teacher), regia di Sara Colangelo (2018)

### Attore
- La doppia vita di Madeleine Collins (Madeleine Collins), regia di Antoine Barraud (2021)